# Meloidogyne enterolobii
Espèce
Synonymes
- Meloidogyne mayaguensis[2] Rammah & Hirschmann, 1988

Meloidogyne enterolobii, le nématode à galles du goyavier, est une espèce de nématodes de la famille des Heteroderidae, originaire des régions tropicales et subtropicales. C'est un nématode phytoparasite, classé dans les nématodes à galles (genre Meloidogyne), qui affecte diverses espèces de plantes cultivées.
Cette espèce a été décrite en premier à partir d'une population collectée en Chine, dans l'île de Hainan, en 1983 sur un arbre de la famille des Fabaceae, Enterolobium contortisiliquum (Vell.) Morong). Aux États-Unis, on l'a signalé pour la première fois en Floride en 2001. Meloidogyne enterolobii est maintenant considérée comme l'une des espèces de nématodes à galles les plus importantes, et même la plus nuisible au monde, en raison de sa large gamme d'hôtes, comprenant de nombreuses plantes économiquement importantes, de son agressivité, et de sa capacité à surmonter la résistance qui a été développée contre les nématodes à galles chez de nombreuses plantes cultivées, notamment chez le poivron (génotypes contenant le gène Mi-1). Ce nématode s'est révélé particulièrement dommageable dans les vergers de goyaviers au Brésil.

## Morphologie
Meloidogyne enterolobii a une morphologie très similaire à celle des autres espèces du genre Meloidogyne. On a relevé que les isolats de Floride de Meloidogyne enterolobii présentent certains caractères particuliers : modèles périnéaux, longueur du stylet mâle (plus petite que chez Meloidogyne incognita) et  longueur de queue J2 (plus grande que chez Meloidogyne incognita). Ces caractères morphologiques sont utiles pour distinguer Meloidogyne enterolobii de Meloidogyne incognita. D'autres méthodes telles que les analyses enzymatiques et l'analyse de l'ADN ont également été effectuées pour séparer Meloidogyne enterolobii d'autres espèces de Meloidogyne,,

## Biologie

### Cycle biologique
Meloidogyne enterolobii est un endoparasite sédentaire dont le cycle biologique, qui dure de 4 à 5 semaines dans des conditions favorables, est très similaire à celui des autres espèces du genre Meloidogyne.
Les vers éclosent dans le sol en tant que juvéniles infectieux de deuxième stade (J2) et migrent vers les racines de la plante-hôte, qu'ils envahissent dans la zone d'élongation. De là, ils migrent de manière intercellulaire, d'abord vers l'apex racinaire, puis vers le cylindre vasculaire, où s'établissent des sites d'alimentation permanents (c'est-à-dire des cellules géantes). Désormais sédentaires, les juvéniles J2 subissent trois mues successives pour atteindre le stade adulte. Les femelles sacciformes (pyriformes) restent sédentaires et produisent de grandes masses d'œufs extrudées dans une matrice gélatineuse hors de la racine. Chaque femelle produit de 400 à 600 œufs. Les mâles migrent (le cas échéant) à l'extérieur des tissus végétaux.

### Reproduction
La reproduction se fait par parthénogenèse mitotique.

### Plantes-hôtes
Meloidogyne enterolobii parasite de nombreuses espèces de plantes-hôtes, notamment l'aubergine (Solanum melongena), le poivron (Capsicum annuum), le soja (Glycine max ), la patate douce (Ipomoea batatas), le tabac (Nicotiana tabacum), la tomate ( Lycopersicon esculentum ), la pastèque ( Citrullus lanatus ), et le goyavier (Psidium guajava).

## Distribution
Meloidogyne enterolobii est une espèce qui se rencontre dans les régions aux conditions climatiques tropicales typiques, notamment en Asie (Chine), en Afrique (Malawi, Afrique du Sud, Sénégal, Côte d'Ivoire, Burkina Faso), en Amérique du Sud (Brésil, Venezuela), en Amérique centrale (Guatemala) et dans les Caraïbes (Cuba, Porto Rico, Martinique, Trinité-et-Tobago). Aux États-Unis, Meloidogyne enterolobii a été signalé dans certains États du Sud (Floride, Caroline du Nord). Dans les régions plus froides, ce nématode pourrait être en mesure de s'établir dans des climats méditerranéens ou dans des serres. Il a par exemple, été détecté en Suisse sur des légumes cultivés en serres. Il a été parfois intercepté en Europe dans des produits végétaux importés de régions tropicales.

## Taxinomie
L'espèce Meloidogyne enterolobii a été décrite initialement en 1983 par  Yang & Eisenback à partir de spécimens collectés dans l'île de Hainan (Chine) sur les racines d'un arbre de la famille des Fabaceae,  Enterolobium contortisiliquum. Dans un premier temps, ces nématodes ont  été assimilés à Meloidogyne incognita, il est toutefois rapidement apparu que, sur le plan de la morphologie, cette population était différente de Meloidogyne incognita et de toute autre espèce de nématodes à galles. En 1988, une nouvelle espèce, présente sur les racines de l'aubergine (Solanum melongena) à Porto Rico, est décrite par Rammah et Hirschmann sous le nom de Meloidogyne mayaguensis. Les auteurs indiquent que cette espèce ressemble superficiellement à Meloidogyne enterolobii, mais présente plusieurs traits morphologiques distincts.
En 2012, une nouvelles étude des holotypes et paratypes des deux espèces conclut que Meloidogyne mayaguensis est un synonyme junior de Meloidogyne enterolobii,.

## Méthodes de lutte
Comme c'est le cas pour d'autres espèces de nématodes à galles, la stratégie générale de lutte contre Meloidogyne enterolobii repose sur une combinaison de pratiques de prévention et de méthodes de lutte  pour parvenir à diminuer la densité de population des nématodes en dessous d'un seuil de nuisibilité permettant une production agricole durable.
M. mayaguensis
La méthode de lutte la plus efficace est la fumigation des sols avant la plantation à l'aide de bromure de méthyle. Cela peut réduire la reproduction de Meloidogyne incognita de près de 100 %. Cependant, l'usage du bromure de méthyle est proscrit au niveau international depuis le protocole de Montréal, et depuis 2001 dans l'Union européenne.
Certaines formules alternatives au bromure de méthyle ont été testées, comme métham sodium plus chloropicrine (Mna + Pic) et 1,3-dichloropropène (1,3-D) plus Pic. Mna + Pic a montré une efficacité à l'égard des nématodes à galles égale ou supérieure à celle du bromure de méthyle Il existe d'autres alternatives, telle que le Multiguard, formulation commerciale à base de furfural, composé dérivé des déchets de canne à sucre, qui aurait des propriétés nématicides et antifongiques
La plantation de cultivars résistants est une autre méthode pour limiter les populations de nématodes. Aux États-Unis, deux cultivars de poivron, 'Carolina Wonder' et 'Charleston Belle', ont été largement plantés à cet effet. Cependant, bien que ces variétés sont résistantes à Melodoigyne incognita, elles sont sensibles à Melodoigyne enterolobii.
La rotation culturale peut être utilisée pour lutter contre Meloidogyne enterolobii. Cependant, il n'est pas recommandé de planter des poivrons résistants aux nématodes à galles dans une parcelle tout au long des saisons de culture, car cela conduit à sélectionner davantage Meloidogyne enterolobii, qui peut survivre en contournant la résistance, et augmenter ses populations. On a observé que la perte de rendement est moins importante lorsqu'on  fait pousser des poivrons sensibles à la suite d'une culture de poivrons résistants.